# Erik Åkerlund (skulptör)
För andra betydelser, se Erik Åkerlund (olika betydelser).

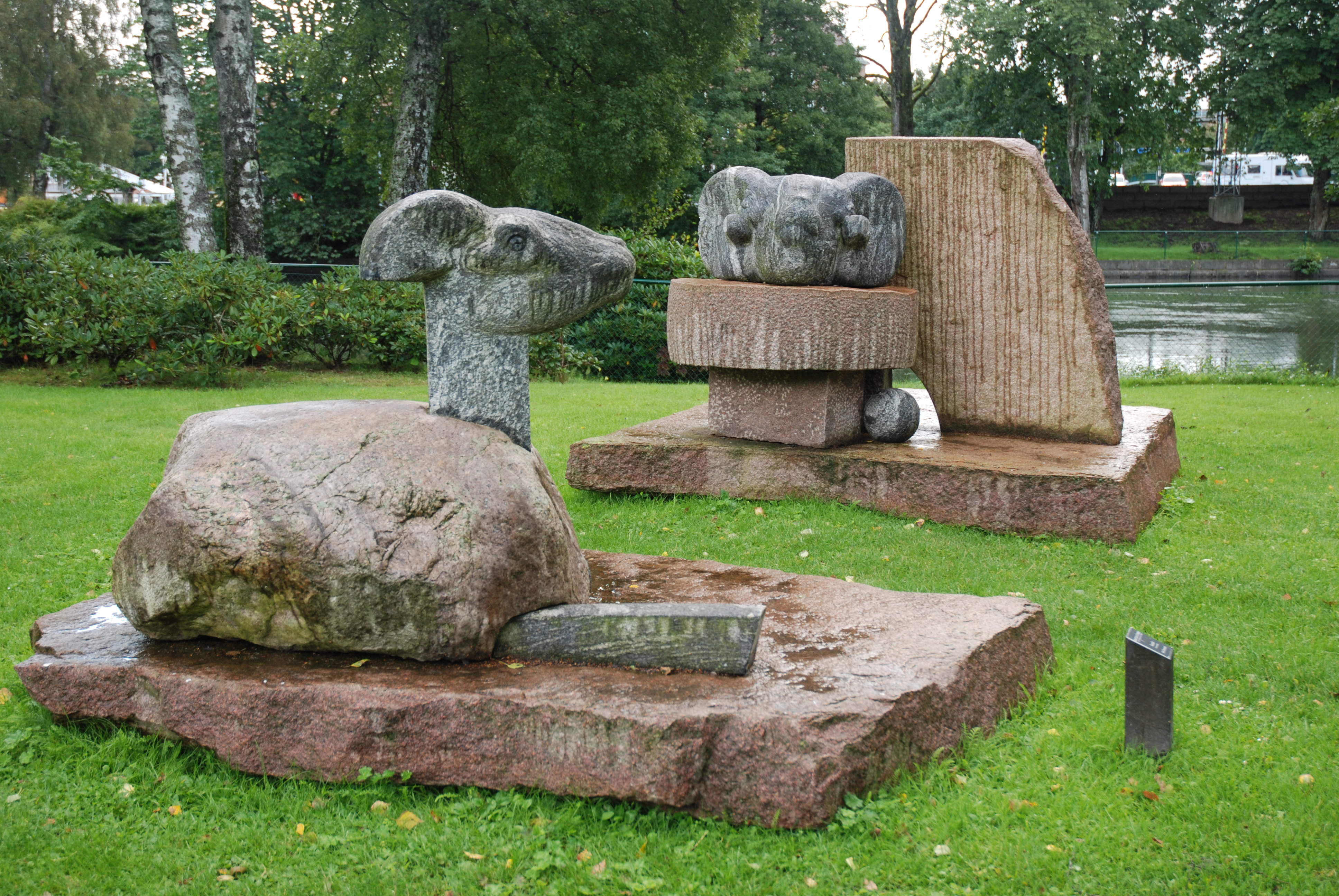
Gutefår i Trollhättan

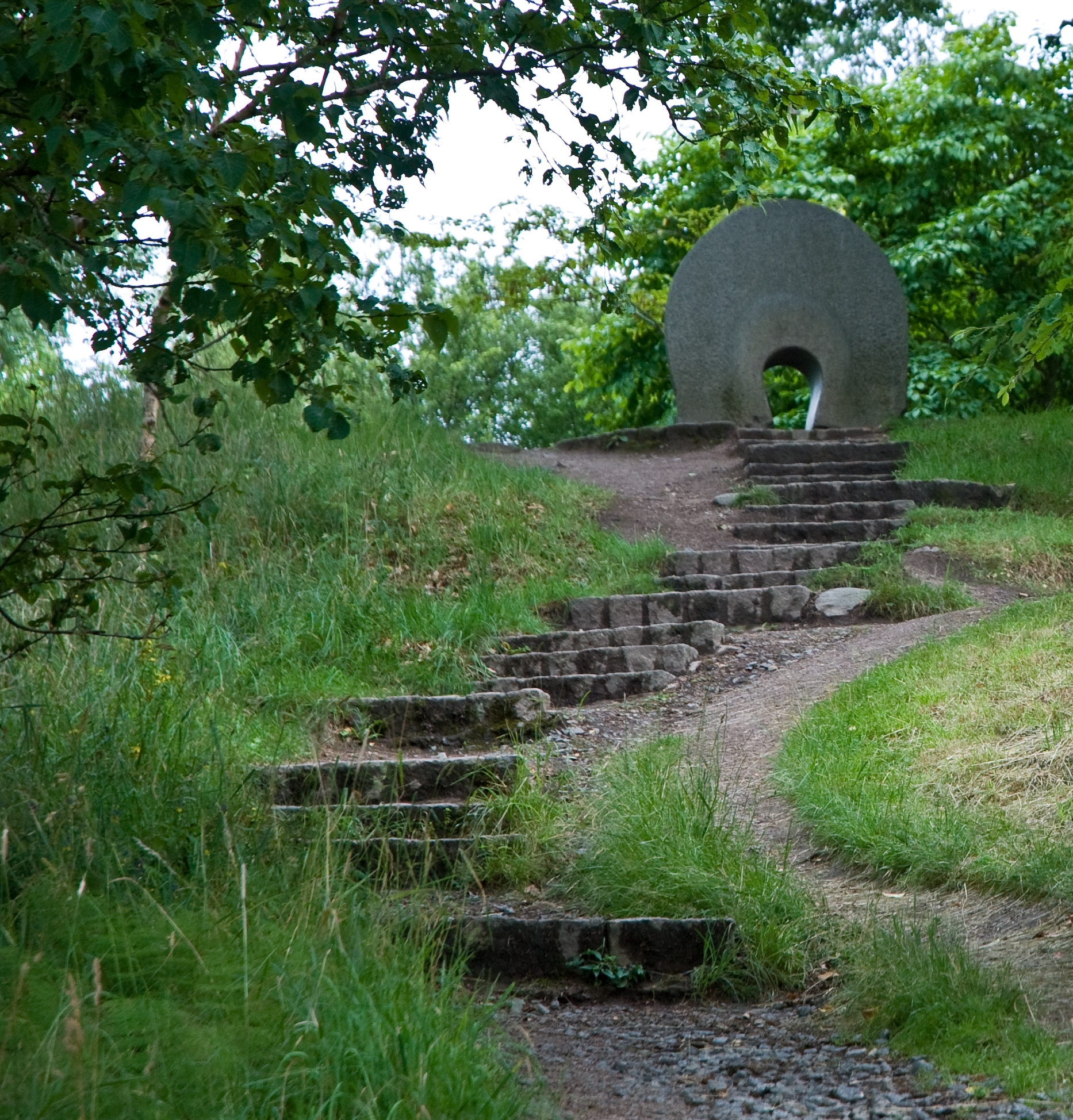
Ljusbåge i Göteborg

Erik Åkerlund, född 12 december 1945, är en svensk skulptör. 
Erik Åkerlund studerade skulptur vid Konstfack 1969-72 och Kungliga Konsthögskolan i Stockholm 1972-77. Han har arbetat som lärare i bronsgjutning, bland annat på Kungliga Konsthögskolan, och är skulpturlärare på Konstskolan Idun Lovén. Erik Åkerlund arbetar i sten, brons, trä och andra material. 

## Offentliga verk i urval
- Katt, brons, 1997, utanför entrén till Loviselundsskolan i Hässelby gård
- Ljusbåge i Göteborgs botaniska trädgård
- Vågspel utsmyckning på Ormstaskolan i Tyresö kommun
- Daphne och Apollon på Universitetssjukhuset i Linköping
- Venus födelse i Kista i Stockholm
- Smygande katt, Kärrtorpsplan i Stockholm